# A Nana epizódjainak listája
Ez a lista az Nana című animesorozat epizódjainak felsorolását tartalmazza.
| #    | Epizód címe | Első japán sugárzás  | Első magyar sugárzás |
| ---- | --- | -------------------- | -------------------- |
| 1    | A sors akarta, hogy találkozzunk Dzsosó. Nana to NANA (序章. 奈々とナナ; Hepburn: Joshō. Nana to NANA)                            | 2006. április 5.     | 2009. május 1.       |
| 2    | Újra szerelmesnek kell lennem Koi? Júdzsó? Nana to Sódzsi (恋?友情?奈々と章司; Hepburn: Koi? Yūjō? Nana to Shōji)                 | 2006. április 12.    | 2009. május 1.       |
| 3    | Mi vagyok én neked? Nana to Sódzsi, koi no jukue (奈々と章司、恋の行方; Hepburn: Nana to Shōji, koi no yukue)                     | 2006. április 19.    | 2009. május 8.       |
| 4    | Ha kimondod, hogy szeretsz Nana no koi, NANA no jume (奈々の恋、ナナの夢; Hepburn: Nana no koi, NANA no yume)                     | 2006. április 26.    | 2009. május 8.       |
| 5    | Csak a gitáromat, meg egy doboz cigit Ren no jume, NANA no omoi (レンの夢、ナナの思い; Hepburn: Ren no yume, NANA no omoi)        | 2006. május 3.       | 2009. május 15.      |
| 6    | Hogy érezze, mennyire szeretem Juki no dzsókjó! Nana to NANA (雪の上京!奈々とナナ; Hepburn: Yuki no jōkyō! Nana to NANA)          | 2006. május 10.      | 2009. május 15.      |
| 7    | Holnaptól lakótársak Jaszu toudzsó! 707 gó sicu (ヤス登場!707号室; Hepburn: Yasu toujō! 707 gō shitsu)                            | 2006. május 17.      | 2009. május 22.      |
| 8    | A magány az egyetlen társam Icsigo GURASZU to Ren no hana (いちごグラスと蓮の花; Hepburn: Ichigo GURASU to Ren no hana)           | 2006. május 24.      | 2009. május 22.      |
| 9    | Aznap éjjel csoda történt Nobu dzsókjó! NANA no uta (ノブ上京!ナナの歌; Hepburn: Nobu jōkyō! NANA no uta)                         | 2006. május 31.      | 2009. május 29.      |
| 10   | Az élet nem mindig tündérmese Bisónen Sin tódzsó! (美少年シン登場!; Hepburn: Bishōnen Shin tōjō!)                                 | 2006. június 7.      | 2009. május 29.      |
| 11   | Nem aggódnak érted a szüleid? Szacsiko, vazato da jo? (幸子、わざとだよ?; Hepburn: Sachiko, wazato da yo?)                        | 2006. június 14.     | 2009. június 5.      |
| 11.5 | Junko bárja Dzsunko no heja (じゅんこ の へや; Hepburn: Junko no Heya)                                                            | 2006. június 21.     |                      |
| 12   | Ne vess véget a barátságunknak! Kjú szekkin! Sódzsi to Szacsiko (急接近!章司と幸子; Hepburn: Kyū sekkin! Shōji to Sachiko)        | 2006. június 28.     | 2009. június 5.      |
| 13   | Már megint elmenekültem Szacsiko no namida, Sódzsi no kessin (幸子の涙、章司の決心; Hepburn: Sachiko no namida, Shōji no kesshin) | 2006. július 5.      | 2009. június 12.     |
| 14   | Vesztettem Suraba no FAMIRESZU (修羅場のファミレス; Hepburn: Shuraba no FAMIRESU)                                                 | 2006. július 5.      | 2009. június 12.     |
| 15   | Féltékeny lennék BURASZUTO, hacu RAIBU (ブラスト、初ライブ; Hepburn: BURASUTO, hatsu RAIBU)                                       | 2006. július 19.     | 2009. június 19.     |
| 16   | Amikor még Ren is velünk volt NANA no koi no jukue (ナナの恋の行方; Hepburn: NANA no koi no yukue)                                | 2006. július 26.     | 2009. június 19.     |
| 17   | Még mindig szerelmes vagy Renbe? TORANESZU, RAIBU (トラネス、ライヴ; Hepburn: TORANESU, RAIBU)                                    | 2006. augusztus 2.   | 2009. június 26.     |
| 18   | Annyira hiányoztál Hacsi no inori, NANA no omoi (ハチの祈り、ナナの想い; Hepburn: Hachi no inori, NANA no omoi)                   | 2006. augusztus 9.   | 2009. június 26.     |
| 19   | Jótett helyébe jót várj NANA no gohóbi (ナナのごほうび; Hepburn: NANA no gohōbi)                                                  | 2006. augusztus 16.  | 2009. július 3.      |
| 20   | Nem mintha mindegy lenne Kjú tenkai! Hacsi no unmei (急展開!ハチの運命; Hepburn: Kyū tenkai! Hachi no unmei)                      | 2006. augusztus 23.  | 2009. július 3.      |
| 21   | Többé már nem vagyok hercegnő SZUIITO RÚM no jume (スイートルームの夢; Hepburn: SUIITO RŪM no yume)                               | 2006. augusztus 30.  | 2009. július 10.     |
| 21.5 | Junko bárja II Dzsunko no heja (2) (じゅんこ の へや (2); Hepburn: Junko no Heya (2))                                             | 2006. szeptember 6.  |                      |
| 22   | Azt kívánom... Tanabata no negai, Hacsi no koi (七夕の願い、ハチの恋; Hepburn: Tanabata no negai, Hachi no koi)                   | 2006. szeptember 13. | 2009. július 10.     |
| 23   | Csak az enyém... Dare ni mo vatasitakunai (誰にも渡したくない; Hepburn: Dare ni mo watashitakunai)                                | 2006. szeptember 20. | 2009. július 17.     |
| 24   | Szeretlek! Midareru Hacsi no kokoro (乱れるハチの心; Hepburn: Midareru Hachi no kokoro)                                           | 2006. szeptember 27. | 2009. július 17.     |
| 25   | Ez nem ilyen egyszerű Kimagure de katte na otoko (気まぐれで勝手な男; Hepburn: Kimagure de katte na otoko)                        | 2006. október 1.     | 2009. július 24.     |
| 26   | Látni akarlak! Szurecsigau Hacsi to NANA (すれちがうハチとナナ; Hepburn: Surechigau Hachi to NANA)                                | 2006. október 10.    | 2009. július 24.     |
| 27   | Okozz nekem csalódást! Hacsi no hosii mirai (ハチの欲しい未来; Hepburn: Hachi no hoshii mirai)                                    | 2006. október 18.    | 2009. július 31.     |
| 28   | Milyen szavakat suttogott? Hacsi to Nobu, Kjú Szekkin (ハチとノブ、急接近; Hepburn: Hachi to Nobu, Kyū Sekkin)                    | 2006. október 25.    | 2009. július 31.     |
| 29   | Lehet, hogy ez hatalmas hiba volt Aidzsó hjógen no mondai (愛情表現の問題; Hepburn: Aijō hyōgen no mondai)                        | 2006. november 1.    | 2009. augusztus 7.   |
| 30   | Most boldog vagy? Kekkai girigiri, NANA no kokoro (決壊ギリギリ、ナナの心; Hepburn: Kekkai girigiri, NANA no kokoro)              | 2006. november 8.    | 2009. augusztus 7.   |
| 31   | Ez lenne az anyai ösztön? Hacsiko, ninsin (ハチ子、妊娠; Hepburn: Hachiko, ninshin)                                               | 2006. november 15.   | 2009. augusztus 14.  |
| 32   | Nem viselkedhetsz felnőttként Cunaida te o hanaszanai de (繋いだ手を離さないで; Hepburn: Tsunaida te o hanasanai de)              | 2006. november 20.   | 2009. augusztus 14.  |
| 33   | Hogy döntöttél? Hacsi no szentaku (ハチの選択; Hepburn: Hachi no sentaku)                                                         | 2006. november 29.   | 2009. augusztus 21.  |
| 34   | Az a két pohár Vareta icsigo no GURASZU (割れたいちごのグラス; Hepburn: Wareta ichigo no GURASU)                                  | 2006. december 6.    | 2009. augusztus 21.  |
| 35   | Sírj csak a vállamon Reira no kodoku (レイラの孤独; Hepburn: Reira no kodoku)                                                     | 2006. december 13.   | 2009. augusztus 28.  |
| 36   | Épphogy nincs telihold BURASZUTO sinkjoku!! (ブラスト新曲!!; Hepburn: BURASUTO shinkyoku!!)                                       | 2006. december 20.   | 2009. augusztus 28.  |
| 36.5 | Junko bárja III Dzsunko no heja (3) (じゅんこ の へや (3); Hepburn: Junko no Heya (3))                                            | 2006. január 10.     |                      |
| 37   | Ez a dolga egy hősnek Hacsi, siroganeeze (ハチ、シロガネーゼ; Hepburn: Hachi, shiroganeeze)                                       | 2007. január 17.     | 2009. szeptember 4.  |
| 38   | A hős mindig a hősnő mellett marad Unmei no hikigane (運命の引き金; Hepburn: Unmei no hikigane)                                   | 2007. január 24.     | 2009. szeptember 4.  |
| 39   | Teljesíteni fogom a kívánságodat! Hacsiko, mitero jo (ハチ公、見てろよ ; Hepburn: Hachiko, mitero yo)                             | 2007. január 31.     | 2009. szeptember 18. |
| 40   | Csodaszép álmokat festek BURASZUTO, DEBJÚ! (ブラスト、デビュー!; Hepburn: BURASUTO, DEBYŪ!)                                       | 2007. február 7.     | 2009. szeptember 25. |
| 41   | Nem változtak az érzelmeim BURASZUTO gassuku (ブラスト合宿; Hepburn: BURASUTO gasshuku)                                           | 2007. február 14.    | 2009. szeptember 25. |
| 42   | Azt hinnéd, belehalsz NANA, tocuzen no hossza (ナナ、突然の発作; Hepburn: NANA, totsuzen no hossa)                                | 2007. február 21.    | 2009. október 2.     |
| 43   | Hányan ismerhetik a nevem? BURASZUTO, GURIRA RAIBU (ブラスト、ゲリラライブ; Hepburn: BURASUTO, GURIRA RAIBU)                      | 2007. február 28.    | 2009. október 2.     |
| 44   | A fonál, ami összeköt BURASZUTO VS TORANESZU (ブラストVSトラネス; Hepburn: BURASUTO VS TORANESU)                                  | 2007. március 7.     | 2009. október 9.     |
| 45   | Az ő szavai a te szádban BURASZUTO TV hacu sucuen (ブラストTV初出演; Hepburn: BURASUTO TV hatsu shutsuen)                         | 2007. március 14.    | 2009. október 9.     |
| 46   | Mindig is szeretted... Szaikai! Hacsi to Sódzsi (再会!ハチと章司; Hepburn: Saikai! Hachi to Shōji)                                | 2007. március 21.    | 2009. október 16.    |
| 47   | Az a nyár ránk köszöntött Hanabi taikai, Hacsi to NANA (花火大会、ハチとナナ; Hepburn: Hanabi taikai, Hachi to NANA)              | 2007. március 28.    | 2009. október 16.    |